# Meioneta longipes
Meioneta longipes is een spinnensoort in de taxonomische indeling van de hangmatspinnen (Linyphiidae).
Het dier behoort tot het geslacht Meioneta. De wetenschappelijke naam van de soort werd voor het eerst geldig gepubliceerd in 1944 door Ralph Vary Chamberlin  & Wilton Ivie.